# Guy Lapébie
Guy Lapébie, född 28 november 1916 i Saint-Geours-de-Maremne, död 8 mars 2010 i Bagnères-de-Luchon, var en fransk tävlingscyklist och bror till Tour de France-vinnaren Roger Lapébie.
Lapébie blev olympisk guldmedaljör i lagförföljelse och linjelopp för lag vid sommarspelen 1936 i Berlin.
Efter andra världskrigen blev han professionell och vann en etapp i Tour de France 1948, då han även slutade trea totalt, och en etapp 1949.
På bana vann han sexdagarslopp i Paris 1948 (med Arthur Sérès) och 1949 (med Achiel Bruneel), samt Saint-Étienne 1950 (med Bruneel). Med Émile Carrara vann han sedan även i Berlin 1951 och 1952, Hannover 1951, München 1951 och Dortmund 1952.